# 일류로 가는 길
《일류로 가는 길》은 2009년 10월 23일부터 2010년 12월 25일까지 방송된 한국방송공사의 텔레비전 교양 강연 프로그램이다. 21세기 한국 발전의 희망과 비전하기 위해 국가와 사회의 국가원로에 기업 CEO들의 비전 전략을 다룬다.

## 방송 시간
| 방송 채널 | 방송 기간                          | 방송 시간                  |
| --------- | ---------------------------------- | -------------------------- |
| KBS 1TV   | 2009년 10월 23일 ~ 2010년 5월 7일  | 금요일 밤 12시 ~ 12시 50분 |
| KBS 1TV   | 2010년 5월 15일 ~ 2010년 12월 25일 | 토요일 오전 6시 10분 ~ 7시 |

## 방송 회차
| 회차 | 방송일           | 출연자                                                                    | 부제                                              |
| ---- | ---------------- | ------------------------------------------------------------------------- | ------------------------------------------------- |
| 1    | 2009년 10월 23일 | 신세계 구학서 부회장                                                      | 흐르고 통하게 하게 하라                           |
| 2    | 2009년 10월 30일 | 강덕수 STX그룹 회장                                                       | 바다에서 미래를 배운다                            |
| 3    | 2009년 11월 6일  | 윤석금 웅진그룹 회장                                                      | 꿈의 크기가 인생의 크기를 결정한다                |
| 4    | 2009년 11월 13일 | 김신배 SK C&C 부회장                                                      | 더불어 내일의 길을 내다                           |
| 5    | 2009년 11월 20일 | 박영주 이건산업 회장                                                      | 나무에게 길을 묻다                                |
| 6    | 2009년 12월 11일 | 어윤대 국가브랜드위원회 위원장                                            | 국가의 품격을 높여라                              |
| 7    | 2009년 12월 25일 | 손봉호 고신대학교 석좌 교수                                               | 도덕성 회복이 경쟁력의 열쇠다                     |
| 8    | 2010년 1월 1일   | 사공일 대통령직속 G20 정상회의 준비위원장                                 | G20 서울 정상회의 - 변방에서 세계 중심으로        |
| 9    | 2010년 1월 8일   | 백성기 포스텍 총장                                                        | 창의적 인재양성 - 입시경쟁에서 교육경쟁으로       |
| 10   | 2010년 1월 15일  | 안철수 카이스트 석좌교수                                                  | 왜 기업가 정신인가?                               |
| 11   | 2010년 1월 22일  | 최광식 국립중앙박물관장                                                   | 법고창신 - 박물관은 미래를 담는 그릇              |
| 12   | 2010년 1월 29일  | 이참 한국관광공사 사장                                                    | 대한민국 관광대국으로 가는 길                     |
| 13   | 2010년 2월 5일   | 인요한 연세대학교 세브란스 국제진료센터 소장                              | 우리가 잃어버린 가장 소중한 1%                    |
| 14   | 2010년 2월 19일  | 최재천 이화여자대학교 교수                                                | 대학문국                                          |
| 15   | 2010년 2월 26일  | 전성철 세계경영연구원 이사장                                              | 아시아 시대 우리는 어떻게 준비해야 하는가         |
| 16   | 2010년 3월 5일   | 문용린 서울대학교 교수                                                    | 세계화 시대의 경쟁력, 정 · 약 · 용 · 책 · 배 · 소 |
| 17   | 2010년 3월 12일  | 승효상 이로재 대표                                                        | 지문 - 땅위에 새겨진 자연과 삶의 기록             |
| 18   | 2010년 3월 19일  | 조동성 서울대학교 경영학과 교수                                           | 네 번의 위기와 네 번의 기회                       |
| 19   | 2010년 3월 26일  | 박석재 한국천문연구원장                                                   | 우주에 길을 묻다                                  |
| 20   | 2010년 4월 2일   | 김용운 단국대학교 석좌교수                                                | 한국인의 노벨 과학상 수상은 언제 가능한가?        |
| 21   | 2010년 4월 9일   | 섬진강 시인 김용택                                                        | 문학과 예술을 통해 세상을 디자인 한다             |
| 22   | 2010년 4월 16일  | 김창준 워싱턴 D.C. 한미포럼 이사장                                        | 일류국가로 가는 열쇠는 바로 정치다                |
| 23   | 2010년 4월 23일  | 이원복 덕성여자대학교 시각디자인학과 교수                                 | 시대와 세계의 흐름을 타라                         |
| 24   | 2010년 4월 30일  | 김기석 서울대학교 글로벌 교육협력학과 교수 (사)국경없는 교육가회 공동대표 | 나눔의 시대 - 아프리카에 희망을 심다              |
| 25   | 2010년 5월 7일   | 지구촌사랑나눔 이사장 김해성 목사                                         | 다문화 사회의 도래 - 우리는?                      |
| 26   | 2010년 5월 15일  | 이상희 국립과천과학관장                                                   | 과학 - 즐기고 느끼고 공감하라                     |
| 27   | 2010년 5월 22일  | 정옥자 국사편찬위원회 위원장                                              | 역사에 미래를 묻다                                |
| 28   | 2010년 5월 29일  | 오명 건국대학교 총장                                                      | 30년 후를 꿈꿔라                                  |
| 29   | 2010년 6월 5일   | 송자 명지학원 이사장                                                      | 세계시대 - 글로벌 인재의 조건                     |
| 30   | 2010년 6월 12일  | 김병모 고려문화재연구원 이사장                                            | 한국인의 얼굴을 찾아서                            |
| 31   | 2010년 6월 19일  | 윤은기 중앙공무원교육원장                                                 | 더 큰 대한민국 - 생각의 속도를 바꿔라             |
| 32   | 2010년 6월 26일  | 김승조 서울대학교 기계공학부 교수                                         | 왜 우주시대인가                                   |
| 33   | 2010년 7월 10일  | 박상철 서울대학교 의과대학 생화학 교실 교수                               | 이제 노화혁명이다                                 |
| 34   | 2010년 7월 17일  | 정종섭 서울대학교 법과대학 교수                                           | 대한민국 헌법을 읽자                              |
| 35   | 2010년 7월 24일  | 김윤종 꿈, 희망, 미래 재단 이사장                                         | 소통의 리더십을 말하다                            |
| 36   | 2010년 7월 31일  | 황상민 연세대학교 심리학과 교수                                           | 나의 가치를 아는 것 - 선진국민의 시작             |
| 37   | 2010년 8월 7일   | 박대원 한국국제협력단 이사장                                              | 나눔으로 지구촌 희망의 싹을 심다                  |
| 38   | 2010년 8월 14일  | 이인호 서울대학교 명예교수                                                | 화해와 평화를 위한 역사 다시 읽기                 |
| 39   | 2010년 8월 21일  | 배순훈 국립현대미술관장                                                   | 예술경영이 세계경영이다                           |
| 40   | 2010년 8월 28일  | 이태진 서울대학교 국사학과 명예교수                                       | 국권침탈 100년의 역사와 오늘의 과제               |
| 41   | 2010년 9월 4일   | 이인식 과학문화연구소 소장                                                | 융합 - 새로운 가치 창조의 원동력                  |
| 42   | 2010년 9월 11일  | 전택수 유네스코 한국위원회 사무총장                                       | 문화유산은 창의력의 원천                          |
| 43   | 2010년 9월 18일  | 조태권 광주요 그룹 대표                                                   | 한식의 세계화 - 가치 경쟁으로 승부하라            |
| 44   | 2010년 9월 25일  | 정재서 이화여대 중어중문과 교수                                           | 신화 - 잃어버린 상상력을 복원하라                 |
| 45   | 2010년 10월 2일  | 이재웅 한국콘텐츠진흥원장                                                 | 글로벌 콘텐츠로 제3의 성공신화 만들자             |
| 46   | 2010년 10월 9일  | 홍윤표 前 연세대 국어국문학과 교수                                        | 한글은 문화의 생명줄이다                          |
| 47   | 2010년 10월 16일 | 김명신 지식재산포럼 공동 회장                                             | 지식재산을 통해 선진한국으로 나아가는 길          |
| 48   | 2010년 10월 23일 | 최성애 가족치료 전문가                                                    | 일류국가는 일류가족에서 시작된다                  |
| 49   | 2010년 10월 30일 | 한국원자력문화재단 이재환 이사장                                          | 기후변화시대에 대응하는 에너지 리더가 되자        |
| 50   | 2010년 11월 6일  | 민승규 농촌진흥청장                                                       | 한국농업 - 꿈이 에너지다                          |
| 51   | 2010년 11월 13일 | 조장희 가천의과학대학교 뇌과학연구소장                                    | 뇌과학 - 두뇌한국의 미래를 연다                   |
| 52   | 2010년 11월 20일 | 이배용 국가브랜드위원회 위원장                                            | 세계인의 마음을 움직이는 대한민국 브랜드 파워     |
| 53   | 2010년 12월 4일  | 조환익 대한무역투자진흥공사 사장                                          | 도전을 넘어 세계시장을 공략하라                   |
| 54   | 2010년 12월 11일 | 청소년보호위원회 맹광호 위원장                                            | 청소년 - 미래의 자원을 보호 육성하라              |
| 55   | 2010년 12월 18일 | 국가정보화전략위원회 이각범 위원장                                        | 스마트워크 - 생활혁명이 시작됐다                  |
| 56   | 2010년 12월 25일 | 굿네이버스 이일하 회장                                                    | 더불어 사는 사회 - 건강한 선진국가의 초석         |